# Thương mại hóa tình yêu

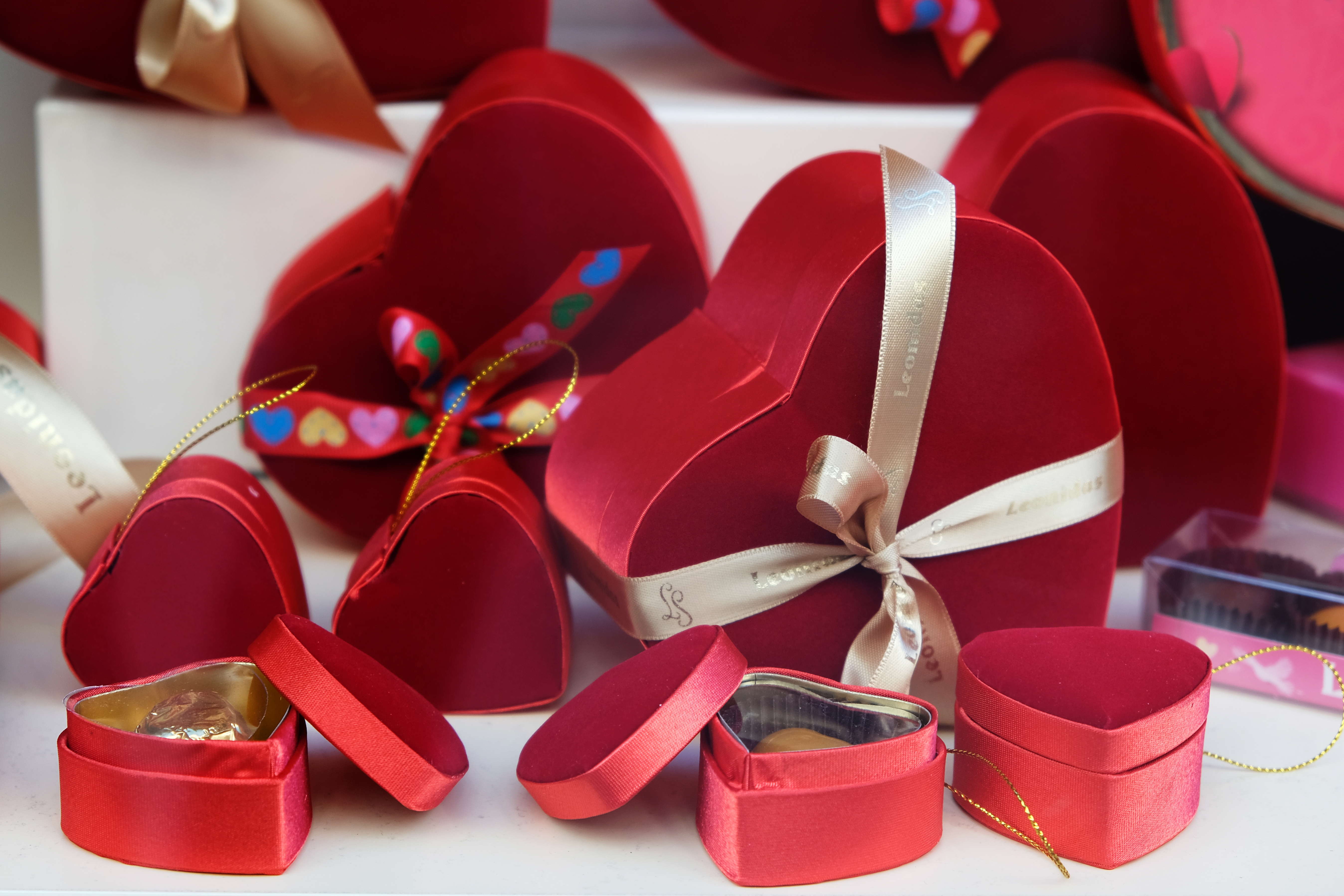
Quà tặng trong Lễ tình nhân (Valentine)

Thương mại hóa tình yêu (Commercialization of love) đề cập đến quá trình biến các mối quan hệ lãng mạn, các cảm xúc thân mật và biểu hiện tình yêu thành hàng hóa có thể có thể mua bán, trao đổi, giao dịch trên thị trường và các sản phẩm chăm sóc tình yêu. Nhìn chung, thương mại hóa khuyến khích mọi người thể hiện tình cảm của mình thông qua hàng hóa mua được (quà tặng như bó hoa, sô-cô-la thỏi và đồ trang sức) và dịch vụ, thường được thúc đẩy bởi các chuẩn mực xã hội và chiến lược tiếp thị. Khái niệm này có nguồn gốc từ lý thuyết của Karl Marx về hàng hóa tức là quá trình biến một thứ vốn dĩ không phải là hàng hóa thành hàng hóa, chịu sự chi phối của cung và cầu để trao đổi hoặc tạo ra lợi nhuận. Quá trình thương mại hóa tình yêu phản ánh cách mà chủ nghĩa tư bản và văn hóa tiêu dùng đã thâm nhập vào những khía cạnh sâu sắc nhất của đời sống con người, làm thay đổi cách nhìn nhận và trải nghiệm tình yêu. Thương mại hóa tình yêu là quá trình liên tục xâm nhập các kích thích thương mại và kinh tế vào đời sống hàng ngày của những người đang yêu, cũng như sự kết hợp giữa các biểu tượng và hàng hóa tiền tệ và phi tiền tệ trong các mối quan hệ tình yêu. Arlie Russell Hochschild là một nhà xã hội học và giáo sư danh dự tại Đại học Berkeley, California. Trong sự nghiệp của mình, bà đã nghiên cứu và xem xét các chủ đề như văn hóa thị trường, mô hình chăm sóc toàn cầu của gia đình, và mối quan hệ giữa văn hóa và cảm xúc. Bà đã phân tích mối liên hệ giữa tình yêu và thị trường trong một số tác phẩm, bao gồm The Outsourced Self: Intimate Life in Market Times (2012) và Thương mại hóa đời sống riêng tư: Ghi chép từ gia đình và công việc (2003).

## Đại cương
Việc áp dụng lý thuyết phê phán thực dụng của Jürgen Habermas rất hữu ích để hiểu đầy đủ về mối quan hệ giữa yếu tố thị trường và nhân tố tình yêu. Từ mô hình xã hội hai tầng do Habermas đề xuất (bao gồm lĩnh vực hệ thống và thế giới đời sống), Trường phái Frankfurt đã khẳng định rằng khi các kích thích lãng mạn được tạo ra với các đề xuất thương mại xâm nhập vào đời sống hàng ngày của những người đang yêu, nó gây ra sự xâm chiếm không mong muốn vào thế giới đời sống, do đó khẳng định lại mâu thuẫn không thể giải quyết giữa kinh tế và tình yêu thông qua việc vật chất hóa tình yêu. Trong các xã hội đương đại, kinh tế hiện diện trong nhiều lĩnh vực của tình yêu, cung cấp các sản phẩm văn hóa thể hiện lý tưởng và cảm xúc của nó, đồng thời cung cấp bối cảnh để trải nghiệm các nghi lễ lãng mạn (ví dụ: cẩm nang tình yêu, chuyên gia trị liệu tình dục, chuyên mục tư vấn, chuyên mục tâm sự và tư vấn khủng hoảng trong tình yêu, hôn nhân và gia đình). Eva Illouz là giáo sư xã hội học tại Đại học Hebrew ở Jerusalem. Nghiên cứu của Illouz luôn tập trung vào nhiều chủ đề và đề tài khác nhau, chẳng hạn như nghiên cứu văn hóa, giao tiếp và đặc biệt là cảm xúc. Đặc biệt, chủ đề thương mại hóa, hay hàng hóa hóa, tình yêu đã được phân tích kỹ lưỡng trong cuốn sách đầu tay của bà có tựa đề Consuming the Romantic Utopia, trong đó bà mô tả cách chủ nghĩa tư bản đã biến đổi các khuôn mẫu cảm xúc.
Eva Illouz xem xét tình yêu lãng mạn đã thay đổi như thế nào theo thời gian, cũng do sự mở rộng của thị trường giải trí đại chúng. Sự thay đổi này dẫn đến việc tạo ra một quá trình mới gọi là lãng mạn hóa hàng hóa, một quá trình trong đó hàng hóa đóng vai trò quan trọng trong việc trải nghiệm những cảm xúc như tình yêu hay sự lãng mạn. Vào những năm 1930, các loại hàng hóa như trang sức, đồ gia dụng và thậm chí cả các sản phẩm thông thường cơ bản đều được quảng cáo trên báo, tạp chí và cả trong phim ảnh như những chỉ báo thiết yếu cho phép mọi người sống trọn vẹn và trải nghiệm sự lãng mạn. Trong suốt cuốn sách, Illouz cũng đề cập đến một quá trình khác là hàng hóa hóa sự lãng mạn. Bà cho rằng việc “hẹn hò” đã thay thế việc “gọi điện cho phụ nữ” và đến nhà bố mẹ cô ấy, và do đó, nó đã chuyển những cuộc gặp gỡ lãng mạn từ phạm vi gia đình sang phạm vi tiêu dùng, tức là đi hẹn hò chẳng hạn như đi xem phim hoặc ăn tối ở một nhà hàng sang trọng. Việc đưa những cuộc gặp gỡ lãng mạn vào phạm vi tiêu dùng giải trí, nhờ việc hẹn hò, đã đánh dấu sự xâm nhập của tình yêu vào thị trường. Tất cả những điều này một mặt là nhờ sự sẵn có của một số hàng hóa và dịch vụ như ô tô hoặc du lịch giải trí, vốn trước đó chỉ dành cho tầng lớp thượng lưu, và mặt khác là nhờ việc tầng lớp trung lưu tiếp thu những thú vui giải trí của tầng lớp lao động, chẳng hạn như đi xem phim.
Trong bài luận "Biên giới Hàng hóa" (nằm trong cuốn "Thương mại hóa Đời sống Riêng tư: Ghi chép từ Gia đình và Công việc"), Arlie Russell Hochschild lập luận rằng biên giới hàng hóa (ranh giới giữa hàng hóa thị trường và cảm xúc) có hai mặt: nó được phát triển bởi cả thị trường và gia đình. Về phía thị trường, biên giới này đại diện cho các công ty thương mại cơ hội phát triển thị trường mới cho các sản phẩm trước đây gắn liền với môi trường quen thuộc (ví dụ như dịch vụ trông trẻ, người tổ chức tiệc sinh nhật, đầu bếp riêng, v.v.). Mặt khác, nguồn cung sản phẩm ngày càng tăng, với nhu cầu tiêu dùng các dịch vụ và hàng hóa này ngày càng tăng của các gia đình. Thị trường đặc biệt này chủ yếu nhắm đến những người đàn ông và phụ nữ độc thân, hoặc những bậc cha mẹ dành phần lớn thời gian làm việc bên ngoài, không có thời gian chăm sóc gia đình hoặc các mối quan hệ tình cảm. Những dịch vụ này đã trở nên phù hợp với túi tiền của người giàu, trong khi ở phía bên kia, những người thuộc tầng lớp trung lưu hoặc thấp hơn lại chiếm giữ những vị trí công việc này. Hơn nữa, "trong giai đoạn gần đây, các hoạt động thương mại thay thế cho các hoạt động gia đình thường tỏ ra tốt hơn so với các hoạt động thực tế". Do đó, các công ty không cạnh tranh với nhau, mà là với các gia đình. Thương mại hóa đang xâm nhập vào đời sống riêng tư và mong muốn của chúng ta, tạo ra sự mâu thuẫn; bằng cách mua hàng hóa và dịch vụ mô phỏng trải nghiệm gia đình, một mặt chúng ta muốn trải nghiệm những điều chân thực, giống như những gì chúng ta đã từng trải qua với gia đình mình, nhưng đồng thời, chúng ta đang gia tăng tính thương mại hóa của những hoạt động này bằng cách sử dụng các dịch vụ này.

## Biểu hiện
Các khía cạnh thương mại hóa tình yêu có thể thấy thông qua việc gắn kết tình yêu với chi tiêu kinh tế, điển hình như việc tặng quà đắt tiền, chi phí tổ chức các sự kiện lãng mạn xa hoa, xa xỉ (như lễ tình nhân, ngày kỷ niệm các kiểu), dịch vụ cưới hỏi chuyên nghiệp đã trở thành một thước đo cho tình yêu và tấm lòng, giá trị của một mối quan hệ được định nghĩa bởi khả năng chu cấp vật chất, sự giàu có, sính lễ, của hồi môn, hoặc những món quà đắt tiền, thể hiện tình yêu bằng cách tặng đồ hiệu, những chuyến du lịch sang trọng. Các dịch vụ hẹn hò, mai mối nở rộ trong bối cảnh thị trường, đặc biệt là các ứng dụng hẹn hò trực tuyến, nơi người dùng quảng cáo bản thân và lựa chọn đối tác dựa trên các tiêu chí gồm cả yếu tố tài chính, địa vị xã hội, các dịch vụ quảng cáo thúc đẩy các hình ảnh về tình yêu hoàn hảo gắn liền với sự giàu có, xa hoa, sung túc vật chất, quảng cáo sử dụng hình ảnh tình yêu để bán sản phẩm. Hôn nhân có tính toán, kết hôn vì lợi ích ngày càng phổ biến khi các cuộc hôn nhân không còn dựa trên tình yêu thuần túy mà chú trọng đến lợi ích kinh tế, địa vị xã hội hoặc sự sắp đặt, thậm chỉ là kết hôn giả để đổi chác lợi ích. Các trào lưu như sugar baby, sugar daddy (khai thác yếu tố tình dục đổi chác) đã xuất hiện. Thị trường quà tặng, du lịch lãng mạn ngày càng phong phú, đa dạng dựa trên việc thúc đẩy các hành vi tiêu dùng liên quan đến tình yêu, các cặp đôi đua nhau khoe những món quà đắt tiền, những chuyến du lịch sang chảnh, tuần trăng mật trên mạng xã hội.
Vào ngày lễ tình nhân (ngày Valentine), theo truyền thống, những người yêu nhau trao cho nhau những biểu tượng và những vật phẩm để thể hiện tình cảm của họ với nhau. Truyền thống này hình thành vào thế kỷ XIX ở Anh, nơi mọi người bắt đầu thể hiện tình yêu của mình bằng cách tặng hoa, trao cho nhau những bó hoa, tặng kẹo và trao đổi thiệp chúc mừng tự viết tay (được gọi là thiệp "Valentine") mà sau này nhanh chóng được thay thế bằng những tấm thiệp được sản xuất hàng loạt. Vào cuối thế kỷ XX và đầu thế kỷ XXI, truyền thống Ngày lễ tình nhân này đã lan rộng sang các quốc gia khác, đến một số nước Đông Á với toàn cầu hóa và chiến lược tiếp thị tập trung, trở thành một lễ kỷ niệm rầm rộ trên toàn thế giới, khác biệt ở mỗi quốc gia với nhiều phong cách khác nhau. Trong bài luận “Tình yêu và Vàng”, bà Hochschild giải thích rằng ngày nay thế giới đang phải đối mặt với một xu hướng toàn cầu đặc biệt đó là việc nhập khẩu sự quan tâm và tình yêu từ các nước nghèo sang các nước giàu đang tăng mạnh. Các chuyên gia từ các nước đang phát triển rời bỏ nơi làm việc của họ để tìm kiếm cơ hội việc làm tốt hơn và mức lương cao hơn ở các nước giàu hơn, thường là ở Châu Âu hoặc Hoa Kỳ. Tuy nhiên, xu hướng này làm gia tăng khoảng cách giữa các nước nghèo và giàu. 
Ngày nay, có một xu hướng song song, trong đó những người làm công tác chăm sóc bắt đầu rời khỏi các nước đang phát triển để chăm sóc trẻ em, người già và người bệnh ở các quốc gia giàu hơn. Do đó, do nhu cầu về người làm công tác chăm sóc ngày càng tăng, một số lượng lớn phụ nữ đang di cư để tìm việc làm như y tá, điều dưỡng viên, bảo mẫu, nội trợ, quản gia. Những công việc này cho phép phụ nữ gửi đủ tiền về nhà để nuôi sống gia đình. Theo Hochschild thì “di cư đã trở thành một giải pháp riêng tư cho một vấn đề công cộng”. Một nửa số người di cư trên thế giới hiện nay là phụ nữ, chủ yếu là những người di cư để tìm việc làm nội trợ. Quá trình này không chỉ liên quan đến thời gian và năng lượng, mà còn cả tình yêu thương, trong trường hợp này, có thể coi tình yêu thương như một nguồn tài nguyên được khai thác từ một nơi và "tiêu thụ" ở một nơi khác. Như Hochschild đã nhấn mạnh "Nếu tình yêu là một nguồn tài nguyên, thì đó là một nguồn tài nguyên có thể tái tạo, nó tự tạo ra nhiều hơn nữa". Những gia đình giàu có, thượng lưu mời bảo mẫu thay thế tình yêu thương dành cho con cái của họ, nhiều gia đình hoan nghênh việc bảo mẫu sẽ tiếp thu những giá trị văn hóa bản địa. Họ coi cách chăm sóc của mình thoải mái, kiên nhẫn và vui vẻ hơn. Tình yêu thương như một nguồn lực không chỉ được khai thác từ các nước nghèo rồi du nhập vào các nước giàu có. Nó được tạo ra, hay đúng hơn là được kết hợp, với những yếu tố đến từ cả hai môi trường văn hóa. Tình yêu thương mà các bảo mẫu thể hiện, một khi đã di cư, dành cho trẻ em, một phần được hình thành ở các nước giàu có hơn, và nó cũng là kết quả của tiền bạc, hệ tư tưởng, sự cô đơn và nỗi khao khát con trai và con gái của họ. Nỗi đau khổ của những người phụ nữ này không được chủ lao động của bảo mẫu nhìn thấy; họ chỉ tập trung vào tình yêu thương mà bảo mẫu dành cho con cái của họ. Do đó, tình yêu thương của bảo mẫu trở thành một "bản thân nó. Nó độc đáo, riêng tư - được tôn sùng". 